# Список астероїдів (39401—39500)
| Назва                                  | Тимчасове позначення | Дата відкриття   | Місце відкриття                | Відкривач                                              |
| -------------------------------------- | -------------------- | ---------------- | ------------------------------ | ------------------------------------------------------ |
| (39401) 7572 P-L                       | 7572 P-L             | 27 вересня 1960  | Паломарська обсерваторія       | К. Й. ван Гаутен, І. ван Гаутен-Ґроневельд, Т. Герельс |
| (39402) 9074 P-L                       | 9074 P-L             | 17 жовтня 1960   | Паломарська обсерваторія       | К. Й. ван Гаутен, І. ван Гаутен-Ґроневельд, Т. Герельс |
| (39403) 9514 P-L                       | 9514 P-L             | 22 жовтня 1960   | Паломарська обсерваторія       | К. Й. ван Гаутен, І. ван Гаутен-Ґроневельд, Т. Герельс |
| (39404) 9582 P-L                       | 9582 P-L             | 17 жовтня 1960   | Паломарська обсерваторія       | К. Й. ван Гаутен, І. ван Гаутен-Ґроневельд, Т. Герельс |
| 39405 Мосіґкау (Mosigkau)              | 1063 T-1             | 25 березня 1971  | Паломарська обсерваторія       | К. Й. ван Гаутен, І. ван Гаутен-Ґроневельд, Т. Герельс |
| (39406) 1145 T-1                       | 1145 T-1             | 25 березня 1971  | Паломарська обсерваторія       | К. Й. ван Гаутен, І. ван Гаутен-Ґроневельд, Т. Герельс |
| (39407) 1187 T-1                       | 1187 T-1             | 25 березня 1971  | Паломарська обсерваторія       | К. Й. ван Гаутен, І. ван Гаутен-Ґроневельд, Т. Герельс |
| (39408) 1273 T-1                       | 1273 T-1             | 26 березня 1971  | Паломарська обсерваторія       | К. Й. ван Гаутен, І. ван Гаутен-Ґроневельд, Т. Герельс |
| (39409) 2100 T-1                       | 2100 T-1             | 25 березня 1971  | Паломарська обсерваторія       | К. Й. ван Гаутен, І. ван Гаутен-Ґроневельд, Т. Герельс |
| (39410) 2191 T-1                       | 2191 T-1             | 25 березня 1971  | Паломарська обсерваторія       | К. Й. ван Гаутен, І. ван Гаутен-Ґроневельд, Т. Герельс |
| (39411) 2266 T-1                       | 2266 T-1             | 25 березня 1971  | Паломарська обсерваторія       | К. Й. ван Гаутен, І. ван Гаутен-Ґроневельд, Т. Герельс |
| (39412) 3097 T-1                       | 3097 T-1             | 26 березня 1971  | Паломарська обсерваторія       | К. Й. ван Гаутен, І. ван Гаутен-Ґроневельд, Т. Герельс |
| (39413) 3113 T-1                       | 3113 T-1             | 26 березня 1971  | Паломарська обсерваторія       | К. Й. ван Гаутен, І. ван Гаутен-Ґроневельд, Т. Герельс |
| (39414) 3283 T-1                       | 3283 T-1             | 26 березня 1971  | Паломарська обсерваторія       | К. Й. ван Гаутен, І. ван Гаутен-Ґроневельд, Т. Герельс |
| 39415 Джейностін (Janeausten)          | 4231 T-1             | 26 березня 1971  | Паломарська обсерваторія       | К. Й. ван Гаутен, І. ван Гаутен-Ґроневельд, Т. Герельс |
| (39416) 1024 T-2                       | 1024 T-2             | 29 вересня 1973  | Паломарська обсерваторія       | К. Й. ван Гаутен, І. ван Гаутен-Ґроневельд, Т. Герельс |
| (39417) 1100 T-2                       | 1100 T-2             | 29 вересня 1973  | Паломарська обсерваторія       | К. Й. ван Гаутен, І. ван Гаутен-Ґроневельд, Т. Герельс |
| (39418) 1204 T-2                       | 1204 T-2             | 29 вересня 1973  | Паломарська обсерваторія       | К. Й. ван Гаутен, І. ван Гаутен-Ґроневельд, Т. Герельс |
| (39419) 1244 T-2                       | 1244 T-2             | 29 вересня 1973  | Паломарська обсерваторія       | К. Й. ван Гаутен, І. ван Гаутен-Ґроневельд, Т. Герельс |
| 39420 Elizabethgaskell                 | 2084 T-2             | 29 вересня 1973  | Паломарська обсерваторія       | К. Й. ван Гаутен, І. ван Гаутен-Ґроневельд, Т. Герельс |
| (39421) 2128 T-2                       | 2128 T-2             | 29 вересня 1973  | Паломарська обсерваторія       | К. Й. ван Гаутен, І. ван Гаутен-Ґроневельд, Т. Герельс |
| (39422) 3109 T-2                       | 3109 T-2             | 30 вересня 1973  | Паломарська обсерваторія       | К. Й. ван Гаутен, І. ван Гаутен-Ґроневельд, Т. Герельс |
| (39423) 3136 T-2                       | 3136 T-2             | 30 вересня 1973  | Паломарська обсерваторія       | К. Й. ван Гаутен, І. ван Гаутен-Ґроневельд, Т. Герельс |
| (39424) 3143 T-2                       | 3143 T-2             | 30 вересня 1973  | Паломарська обсерваторія       | К. Й. ван Гаутен, І. ван Гаутен-Ґроневельд, Т. Герельс |
| (39425) 3240 T-2                       | 3240 T-2             | 30 вересня 1973  | Паломарська обсерваторія       | К. Й. ван Гаутен, І. ван Гаутен-Ґроневельд, Т. Герельс |
| (39426) 3278 T-2                       | 3278 T-2             | 30 вересня 1973  | Паломарська обсерваторія       | К. Й. ван Гаутен, І. ван Гаутен-Ґроневельд, Т. Герельс |
| 39427 Шарлоттабронте (Charlottebronte) | 3360 T-2             | 25 вересня 1973  | Паломарська обсерваторія       | К. Й. ван Гаутен, І. ван Гаутен-Ґроневельд, Т. Герельс |
| 39428 Емілібронте (Emilybronte)        | 4169 T-2             | 29 вересня 1973  | Паломарська обсерваторія       | К. Й. ван Гаутен, І. ван Гаутен-Ґроневельд, Т. Герельс |
| 39429 Аннабронте (Annebronte)          | 4223 T-2             | 29 вересня 1973  | Паломарська обсерваторія       | К. Й. ван Гаутен, І. ван Гаутен-Ґроневельд, Т. Герельс |
| (39430) 4264 T-2                       | 4264 T-2             | 29 вересня 1973  | Паломарська обсерваторія       | К. Й. ван Гаутен, І. ван Гаутен-Ґроневельд, Т. Герельс |
| (39431) 5178 T-2                       | 5178 T-2             | 25 вересня 1973  | Паломарська обсерваторія       | К. Й. ван Гаутен, І. ван Гаутен-Ґроневельд, Т. Герельс |
| (39432) 1079 T-3                       | 1079 T-3             | 17 жовтня 1977   | Паломарська обсерваторія       | К. Й. ван Гаутен, І. ван Гаутен-Ґроневельд, Т. Герельс |
| (39433) 1113 T-3                       | 1113 T-3             | 17 жовтня 1977   | Паломарська обсерваторія       | К. Й. ван Гаутен, І. ван Гаутен-Ґроневельд, Т. Герельс |
| (39434) 1202 T-3                       | 1202 T-3             | 17 жовтня 1977   | Паломарська обсерваторія       | К. Й. ван Гаутен, І. ван Гаутен-Ґроневельд, Т. Герельс |
| (39435) 2029 T-3                       | 2029 T-3             | 16 жовтня 1977   | Паломарська обсерваторія       | К. Й. ван Гаутен, І. ван Гаутен-Ґроневельд, Т. Герельс |
| (39436) 2162 T-3                       | 2162 T-3             | 16 жовтня 1977   | Паломарська обсерваторія       | К. Й. ван Гаутен, І. ван Гаутен-Ґроневельд, Т. Герельс |
| (39437) 2203 T-3                       | 2203 T-3             | 16 жовтня 1977   | Паломарська обсерваторія       | К. Й. ван Гаутен, І. ван Гаутен-Ґроневельд, Т. Герельс |
| (39438) 2218 T-3                       | 2218 T-3             | 16 жовтня 1977   | Паломарська обсерваторія       | К. Й. ван Гаутен, І. ван Гаутен-Ґроневельд, Т. Герельс |
| (39439) 2242 T-3                       | 2242 T-3             | 16 жовтня 1977   | Паломарська обсерваторія       | К. Й. ван Гаутен, І. ван Гаутен-Ґроневельд, Т. Герельс |
| (39440) 2282 T-3                       | 2282 T-3             | 16 жовтня 1977   | Паломарська обсерваторія       | К. Й. ван Гаутен, І. ван Гаутен-Ґроневельд, Т. Герельс |
| (39441) 2293 T-3                       | 2293 T-3             | 16 жовтня 1977   | Паломарська обсерваторія       | К. Й. ван Гаутен, І. ван Гаутен-Ґроневельд, Т. Герельс |
| (39442) 2384 T-3                       | 2384 T-3             | 16 жовтня 1977   | Паломарська обсерваторія       | К. Й. ван Гаутен, І. ван Гаутен-Ґроневельд, Т. Герельс |
| (39443) 2394 T-3                       | 2394 T-3             | 16 жовтня 1977   | Паломарська обсерваторія       | К. Й. ван Гаутен, І. ван Гаутен-Ґроневельд, Т. Герельс |
| (39444) 3264 T-3                       | 3264 T-3             | 16 жовтня 1977   | Паломарська обсерваторія       | К. Й. ван Гаутен, І. ван Гаутен-Ґроневельд, Т. Герельс |
| (39445) 3336 T-3                       | 3336 T-3             | 16 жовтня 1977   | Паломарська обсерваторія       | К. Й. ван Гаутен, І. ван Гаутен-Ґроневельд, Т. Герельс |
| (39446) 3348 T-3                       | 3348 T-3             | 16 жовтня 1977   | Паломарська обсерваторія       | К. Й. ван Гаутен, І. ван Гаутен-Ґроневельд, Т. Герельс |
| (39447) 3412 T-3                       | 3412 T-3             | 16 жовтня 1977   | Паломарська обсерваторія       | К. Й. ван Гаутен, І. ван Гаутен-Ґроневельд, Т. Герельс |
| (39448) 3455 T-3                       | 3455 T-3             | 16 жовтня 1977   | Паломарська обсерваторія       | К. Й. ван Гаутен, І. ван Гаутен-Ґроневельд, Т. Герельс |
| (39449) 3486 T-3                       | 3486 T-3             | 16 жовтня 1977   | Паломарська обсерваторія       | К. Й. ван Гаутен, І. ван Гаутен-Ґроневельд, Т. Герельс |
| (39450) 3552 T-3                       | 3552 T-3             | 16 жовтня 1977   | Паломарська обсерваторія       | К. Й. ван Гаутен, І. ван Гаутен-Ґроневельд, Т. Герельс |
| (39451) 3992 T-3                       | 3992 T-3             | 16 жовтня 1977   | Паломарська обсерваторія       | К. Й. ван Гаутен, І. ван Гаутен-Ґроневельд, Т. Герельс |
| (39452) 4027 T-3                       | 4027 T-3             | 16 жовтня 1977   | Паломарська обсерваторія       | К. Й. ван Гаутен, І. ван Гаутен-Ґроневельд, Т. Герельс |
| (39453) 4070 T-3                       | 4070 T-3             | 16 жовтня 1977   | Паломарська обсерваторія       | К. Й. ван Гаутен, І. ван Гаутен-Ґроневельд, Т. Герельс |
| (39454) 4082 T-3                       | 4082 T-3             | 16 жовтня 1977   | Паломарська обсерваторія       | К. Й. ван Гаутен, І. ван Гаутен-Ґроневельд, Т. Герельс |
| (39455) 4091 T-3                       | 4091 T-3             | 16 жовтня 1977   | Паломарська обсерваторія       | К. Й. ван Гаутен, І. ван Гаутен-Ґроневельд, Т. Герельс |
| (39456) 4120 T-3                       | 4120 T-3             | 16 жовтня 1977   | Паломарська обсерваторія       | К. Й. ван Гаутен, І. ван Гаутен-Ґроневельд, Т. Герельс |
| (39457) 4167 T-3                       | 4167 T-3             | 16 жовтня 1977   | Паломарська обсерваторія       | К. Й. ван Гаутен, І. ван Гаутен-Ґроневельд, Т. Герельс |
| (39458) 4198 T-3                       | 4198 T-3             | 16 жовтня 1977   | Паломарська обсерваторія       | К. Й. ван Гаутен, І. ван Гаутен-Ґроневельд, Т. Герельс |
| (39459) 4266 T-3                       | 4266 T-3             | 16 жовтня 1977   | Паломарська обсерваторія       | К. Й. ван Гаутен, І. ван Гаутен-Ґроневельд, Т. Герельс |
| (39460) 4332 T-3                       | 4332 T-3             | 16 жовтня 1977   | Паломарська обсерваторія       | К. Й. ван Гаутен, І. ван Гаутен-Ґроневельд, Т. Герельс |
| (39461) 5019 T-3                       | 5019 T-3             | 16 жовтня 1977   | Паломарська обсерваторія       | К. Й. ван Гаутен, І. ван Гаутен-Ґроневельд, Т. Герельс |
| (39462) 5175 T-3                       | 5175 T-3             | 16 жовтня 1977   | Паломарська обсерваторія       | К. Й. ван Гаутен, І. ван Гаутен-Ґроневельд, Т. Герельс |
| 39463 Phyleus                          | 1973 SZ              | 19 вересня 1973  | Паломарська обсерваторія       | К. Й. ван Гаутен, І. ван Гаутен-Ґроневельд, Т. Герельс |
| 39464 Пепельман (Poppelmann)           | 1973 UO5             | 27 жовтня 1973   | Обсерваторія Карла Шварцшильда | Ф. Бернґен                                             |
| (39465) 1978 RW6                       | 1978 RW6             | 2 вересня 1978   | Обсерваторія Ла-Сілья          | Клаес-Інґвар Лаґерквіст                                |
| (39466) 1978 RX6                       | 1978 RX6             | 2 вересня 1978   | Обсерваторія Ла-Сілья          | Клаес-Інґвар Лаґерквіст                                |
| (39467) 1978 RA7                       | 1978 RA7             | 2 вересня 1978   | Обсерваторія Ла-Сілья          | Клаес-Інґвар Лаґерквіст                                |
| (39468) 1978 RY7                       | 1978 RY7             | 2 вересня 1978   | Обсерваторія Ла-Сілья          | Клаес-Інґвар Лаґерквіст                                |
| (39469) 1978 RG9                       | 1978 RG9             | 2 вересня 1978   | Обсерваторія Ла-Сілья          | Клаес-Інґвар Лаґерквіст                                |
| (39470) 1978 UB7                       | 1978 UB7             | 27 жовтня 1978   | Паломарська обсерваторія       | Мішель Олмстід                                         |
| (39471) 1978 UF8                       | 1978 UF8             | 27 жовтня 1978   | Паломарська обсерваторія       | Мішель Олмстід                                         |
| (39472) 1978 VJ3                       | 1978 VJ3             | 7 листопада 1978 | Паломарська обсерваторія       | Е. Гелін, Ш. Дж. Бас                                   |
| (39473) 1978 VW3                       | 1978 VW3             | 6 листопада 1978 | Паломарська обсерваторія       | Е. Гелін, Ш. Дж. Бас                                   |
| (39474) 1978 VC7                       | 1978 VC7             | 7 листопада 1978 | Паломарська обсерваторія       | Е. Гелін, Ш. Дж. Бас                                   |
| (39475) 1978 VE8                       | 1978 VE8             | 7 листопада 1978 | Паломарська обсерваторія       | Е. Гелін, Ш. Дж. Бас                                   |
| (39476) 1979 MA2                       | 1979 MA2             | 25 червня 1979   | Обсерваторія Сайдинг-Спрінг    | Е. Гелін, Ш. Дж. Бас                                   |
| (39477) 1979 MF5                       | 1979 MF5             | 25 червня 1979   | Обсерваторія Сайдинг-Спрінг    | Е. Гелін, Ш. Дж. Бас                                   |
| (39478) 1980 FR4                       | 1980 FR4             | 16 березня 1980  | Обсерваторія Ла-Сілья          | Клаес-Інґвар Лаґерквіст                                |
| (39479) 1980 UQ1                       | 1980 UQ1             | 31 жовтня 1980   | Паломарська обсерваторія       | Ш. Дж. Бас                                             |
| (39480) 1981 DU                        | 1981 DU              | 28 лютого 1981   | Обсерваторія Сайдинг-Спрінг    | Ш. Дж. Бас                                             |
| (39481) 1981 DP1                       | 1981 DP1             | 28 лютого 1981   | Обсерваторія Сайдинг-Спрінг    | Ш. Дж. Бас                                             |
| (39482) 1981 DD2                       | 1981 DD2             | 28 лютого 1981   | Обсерваторія Сайдинг-Спрінг    | Ш. Дж. Бас                                             |
| (39483) 1981 DW2                       | 1981 DW2             | 28 лютого 1981   | Обсерваторія Сайдинг-Спрінг    | Ш. Дж. Бас                                             |
| (39484) 1981 DP3                       | 1981 DP3             | 28 лютого 1981   | Обсерваторія Сайдинг-Спрінг    | Ш. Дж. Бас                                             |
| (39485) 1981 EO3                       | 1981 EO3             | 2 березня 1981   | Обсерваторія Сайдинг-Спрінг    | Ш. Дж. Бас                                             |
| (39486) 1981 ET5                       | 1981 ET5             | 7 березня 1981   | Обсерваторія Сайдинг-Спрінг    | Ш. Дж. Бас                                             |
| (39487) 1981 EC6                       | 1981 EC6             | 7 березня 1981   | Обсерваторія Сайдинг-Спрінг    | Ш. Дж. Бас                                             |
| (39488) 1981 EM6                       | 1981 EM6             | 6 березня 1981   | Обсерваторія Сайдинг-Спрінг    | Ш. Дж. Бас                                             |
| (39489) 1981 EU6                       | 1981 EU6             | 6 березня 1981   | Обсерваторія Сайдинг-Спрінг    | Ш. Дж. Бас                                             |
| (39490) 1981 EQ7                       | 1981 EQ7             | 1 березня 1981   | Обсерваторія Сайдинг-Спрінг    | Ш. Дж. Бас                                             |
| (39491) 1981 EW8                       | 1981 EW8             | 1 березня 1981   | Обсерваторія Сайдинг-Спрінг    | Ш. Дж. Бас                                             |
| (39492) 1981 EO10                      | 1981 EO10            | 1 березня 1981   | Обсерваторія Сайдинг-Спрінг    | Ш. Дж. Бас                                             |
| (39493) 1981 EV10                      | 1981 EV10            | 1 березня 1981   | Обсерваторія Сайдинг-Спрінг    | Ш. Дж. Бас                                             |
| (39494) 1981 EM11                      | 1981 EM11            | 7 березня 1981   | Обсерваторія Сайдинг-Спрінг    | Ш. Дж. Бас                                             |
| (39495) 1981 EP11                      | 1981 EP11            | 7 березня 1981   | Обсерваторія Сайдинг-Спрінг    | Ш. Дж. Бас                                             |
| (39496) 1981 EM14                      | 1981 EM14            | 1 березня 1981   | Обсерваторія Сайдинг-Спрінг    | Ш. Дж. Бас                                             |
| (39497) 1981 EB18                      | 1981 EB18            | 2 березня 1981   | Обсерваторія Сайдинг-Спрінг    | Ш. Дж. Бас                                             |
| (39498) 1981 EH25                      | 1981 EH25            | 2 березня 1981   | Обсерваторія Сайдинг-Спрінг    | Ш. Дж. Бас                                             |
| (39499) 1981 EJ29                      | 1981 EJ29            | 1 березня 1981   | Обсерваторія Сайдинг-Спрінг    | Ш. Дж. Бас                                             |
| (39500) 1981 EK30                      | 1981 EK30            | 2 березня 1981   | Обсерваторія Сайдинг-Спрінг    | Ш. Дж. Бас                                             |

| ← Астероїди 30001—40000 → |             |             |             |             |             |             |             |             |             |
| 30001—30100               | 31001—31100 | 32001—32100 | 33001—33100 | 34001—34100 | 35001—35100 | 36001—36100 | 37001—37100 | 38001—38100 | 39001—39100 |
| 30101—30200               | 31101—31200 | 32101—32200 | 33101—33200 | 34101—34200 | 35101—35200 | 36101—36200 | 37101—37200 | 38101—38200 | 39101—39200 |
| 30201—30300               | 31201—31300 | 32201—32300 | 33201—33300 | 34201—34300 | 35201—35300 | 36201—36300 | 37201—37300 | 38201—38300 | 39201—39300 |
| 30301—30400               | 31301—31400 | 32301—32400 | 33301—33400 | 34301—34400 | 35301—35400 | 36301—36400 | 37301—37400 | 38301—38400 | 39301—39400 |
| 30401—30500               | 31401—31500 | 32401—32500 | 33401—33500 | 34401—34500 | 35401—35500 | 36401—36500 | 37401—37500 | 38401—38500 | 39401—39500 |
| 30501—30600               | 31501—31600 | 32501—32600 | 33501—33600 | 34501—34600 | 35501—35600 | 36501—36600 | 37501—37600 | 38501—38600 | 39501—39600 |
| 30601—30700               | 31601—31700 | 32601—32700 | 33601—33700 | 34601—34700 | 35601—35700 | 36601—36700 | 37601—37700 | 38601—38700 | 39601—39700 |
| 30701—30800               | 31701—31800 | 32701—32800 | 33701—33800 | 34701—34800 | 35701—35800 | 36701—36800 | 37701—37800 | 38701—38800 | 39701—39800 |
| 30801—30900               | 31801—31900 | 32801—32900 | 33801—33900 | 34801—34900 | 35801—35900 | 36801—36900 | 37801—37900 | 38801—38900 | 39801—39900 |
| 30901—31000               | 31901—32000 | 32901—33000 | 33901—34000 | 34901—35000 | 35901—36000 | 36901—37000 | 37901—38000 | 38901—39000 | 39901—40000 |